# Chiapa, Hidalgo
Chiapa är en ort i Mexiko.   Den ligger i kommunen Xochiatipan och delstaten Hidalgo, i den sydöstra delen av landet, 180 km nordost om huvudstaden Mexico City. Chiapa ligger 323 meter över havet och antalet invånare är 546.
Terrängen runt Chiapa är kuperad. Runt Chiapa är det ganska tätbefolkat, med 116 invånare per kvadratkilometer. Närmaste större samhälle är Xochiatipan de Castillo, 5,7 km söder om Chiapa. I omgivningarna runt Chiapa växer huvudsakligen savannskog.